# James Frecheville
James Aitken Frecheville (Melbourne, 14 aprile 1991) è un attore australiano.

## Biografia
Frecheville è nato a Melbourne ed è vissuto nel sobborgo Malvern East. Ha frequentato la Lloyd Street Primary School e successivamente la McKinnon Secondary College. Già in giovane età ha trovato particolare interesse per la recitazione e le arti, e ha continuato a eccellere in questo campo nel corso della sua carriera scolastica. È stato coinvolto in vari gruppi teatrali giovanili, prima di iniziare a lavorare come comparsa nella serie televisiva australiana City Homicide. Inoltre ha preso parte a una serie di corsi di recitazione. Nel 2008 Frecheville ha ottenuto il ruolo del protagonista "J" Cody nel film Animal Kingdom. Al Sundance Film Festival (dove il film ha vinto il premio di miglior film), The Hollywood Reporter ha definito Frecheville «una brillante scelta di casting».

## Filmografia

### Cinema
- The Fourth Pillar, regia di Leo Flander (2009)
- Animal Kingdom, regia di David Michôd (2010)
- KIN, regia di Rudolf Fitzgerald-Leonard – cortometraggio (2012)
- The First Time, regia di Jon Kasdan (2012)
- Two Mothers (Adore), regia di Anne Fontaine (2013)
- Mall, regia di Joe Hahn (2014)
- Chi è senza colpa (The Drop), regia di Michaël R. Roskam (2014)
- Effetto Lucifero (The Stanford Prison Experiment), regia di Kyle Patrick Alvarez (2015)
- About Scout, regia di Laurie Weltz (2015)
- I.T. - Una mente pericolosa (I.T.), regia di John Moore (2016)
- Black '47 regia di Lance Daly (2018)
- Chi è senza peccato - The Dry (The Dry), regia di Robert Connolly (2020)

### Televisione
- New Girl – serie TV, 2 episodi (2014)
- Transparent – serie TV, 1 episodio (2014)
- Requiem – serie TV, 6 episodi (2018)
- The Pursuit of Love - Rincorrendo l'amore (The Pursuit of Love) – miniserie TV, 3 puntate (2021)
- Peaky Blinders – serie TV, 4 episodi (2022)

## Doppiatori italiani
- Stefano Crescentini in Animal Kingdom, I. T. - Una mente pericolosa, Chi è senza peccato - The Dry
- Andrea Mete in Two Mothers
- Gabriele Lopez in Chi è senza colpa
- Guido Di Naccio in Requiem
- Marco Vivio in Peaky Blinders